# L’Aiguillon
L’Aiguillon – miejscowość i gmina we Francji, w regionie Oksytania, w departamencie Ariège.
Według danych na rok 2010 gminę zamieszkiwało 397 osób, a gęstość zaludnienia wynosiła 62 osób/km².